# Cot Puuk (Peusangan)
Cot Puuk is een bestuurslaag in het regentschap Bireuen van de provincie Atjeh, Indonesië. Cot Puuk telt 285 inwoners (volkstelling 2010).